# Морено Карнеро, Хавьер
Хавьер Морено Карнеро (исп. Javier Moreno Carnero; 7 июня 1975, Буэнос-Айрес) — испанский шахматист, гроссмейстер (2003).
В составе сборной Испании участник 2-х Олимпиад (2000, 2004 — за 2-ю сборную) и 13-го командного первенства Европы (2001 — за 2-ю сборную).

## Изменения рейтинга
| Графики недоступны из-за технических проблем. См. информацию на Фабрикаторе и на mediawiki.org. |